# Шепель, Георгий Андреевич
Георгий Андреевич Шепель (8 [21] сентября 1901, Станислав, Херсонская губерния — 26 мая 1984, Рига) — советский военный деятель, полковник (1944). Командир 191-й стрелковой Новгородской Краснознамённой дивизии в период Великой Отечественной войны, участник Берлинской наступательной операции.

## Биография
Родился 8 сентября 1901 года в селе Станислав (ныне в Херсонской области, Украина) в семье моряка.
До службы в армии работал токарем на заводе имени Марти в городе Николаев. С сентября 1919 года по апрель 1920 года добровольно принимал участие в Гражданской войне против войск Врангеля.

### Межвоенное время
22 сентября 1922 года призван в РККА Херсонским военкоматом и направлен в город Брянск в Тульскую стрелковую дивизию, через 2 месяца зачислен в дивизионную школу в город Новозыбков. В ноябре дивизионная школа была переведена в Москву. По её окончании назначен в отдельный батальон охраны РВС и Штаба РККА, в его составе проходил службу командиром отделения, помощником командира взвода и старшиной учебной школы. 18 мая 1925 года уволен в запас. По увольнении уехал в город Керчь, где работал на заводе им. П. Л. Войкова.
В январе 1932 года через райвоенкомат был направлен на переподготовку в 6-й корпусной центр в города Одесса, по её завершении 9 марта того же года вновь был зачислен в кадры РККА и назначен в 44-й стрелковый полк 15-й Сивашской стрелковой дивизии УВО в город Николаев. В этом полку прослужил более 8 лет — и. д. командира взвода, помощником начальника штаба и начальника штаба батальона, помощником начальника штаба полка. В апреле 1940 года переведен в 321-й стрелковый полк в город Севастополь, где и. д. заместителя начальника штаба полка и заместителем командира батальона. В 1940 году Шепель окончил заочный факультет Военной академии РККА имени М. В. Фрунзе. В январе 1941 года направлен в САВО командиром батальона 499-го отдельного стрелкового полка, в апреле назначен командиром батальона 830-го стрелкового полка 238-й стрелковой дивизии в город Семипалатинск.

### Великая Отечественная война
В войны в той же должности. С 10 августа 1941 года капитан Шепель исполнял должность начальника штаба 125-го запасного стрелкового полка 32-й запасной стрелковой бригады САВО. Полк выполнял задачи по прикрытию южной границы СССР и формированию частей для действующей армии. В феврале 1942 года назначен начальником оперативного отдела штаба 8-й стрелковой дивизии этого же округа, находившейся на формировании в городе Семипалатинск. С 23 апреля по 5 мая 1942 года она была переброшена на Брянский фронт в 3-ю армию. По прибытии в мае был назначен заместителем командира 310-го, а в июне — командиром 229-го стрелкового полка этой же дивизии. Летом 1942 года дивизия в составе 48-й, затем 13-й армий этого же фронта участвовала в Воронежско-Ворошиловградской оборонительной операции.
С января по июнь 1943 года подполковник Шепель находился на учёбе в Высшей военной академии им. К. Е. Ворошилова (ускоренный курс), по окончании назначен заместителем командира 238-й стрелковой дивизии Брянского фронта (приказ НКО от 14.5.1943). В августе дивизия в составе 46-го стрелкового корпуса 11-й армии этого же фронта участвовала в Орловской наступательной операции, в освобождении города Карачев. Приказом ВГК от 15.08.1943 в ознаменование достигнутых успехов ей было присвоено наименование «Карачевская». В конце августа дивизия вошла в 50-ю армию Брянского фронта и успешно действовала в Брянской наступательной операции. 26 сентября её части вступили на территорию Белоруссии и 28 сентября освободили город Климовичи. С 1 октября 1943 года дивизия в составе армии вошла в подчинение Центрального (с 20.10.1943 — Белорусского, с 24.02.1944 — 1-го Белорусского) фронта. В ноябре 1943 года её части в составе той же армии участвовали в Гомельско-Речицкой наступательной операции и освобождении города Новый Быхов, затем до июня 1944 года занимали оборону восточнее города Быхов. С 25 июня 1944 года дивизия успешно действовала в Могилевской, Минской и Белостокской наступательных операциях. За образцовое выполнение заданий командования в этих боях при форсировании рек Проня и Днепр, прорыв сильно укреплённой обороны немцев, а также за овладение городом Могилев она была награждена орденом Красного Знамени (10.7.1944).
С 28 июля 1944 года дивизия вошла в состав 49-й армии 2-го Белорусского фронта и участвовала в Осовецкой наступательной операции в овладении крепости Осовец. В ходе дальнейшего наступления её части овладели городами Ломжа, Новогрод и ликвидировали последний плацдарм противника на левом берегу реки Нарев. За образцовое выполнение заданий командование в боях за овладение городом и крепостью Ломжа она была награждена орденом Суворова 2-й ст. (22.9.1944). В конце сентября дивизия была выведена во второй эшелон, затем в октябре — декабре 1944 года вела оборонительные бои юго-восточнее города Остроленка. С января 1945 года она в составе 70-го стрелкового корпуса тех же армии и фронта участвовала в Восточно-Прусской, Млавско-Эльбингской наступательных операциях, в уничтожении хельсбергской группировки противника. В 1944 году вступил в ВКП(б).
С 24 марта 1945 года полковник Шепель назначен исполняющим должность командира 191-й стрелковой дивизии 49-й армии 2-го Белорусского фронта и участвовал с ней в Берлинской наступательной операции, в форсировании реки Одер и овладении городами Гартц (Гарц), Везенберг, Миров. 3 мая еe части встретились с передовым отрядом 7-й американской армии в районе города Шлемин, где и закончили боевые действия.
За время войны был девять раз упомянут в благодарственных в приказах Верховного Главнокомандующего.

### Послевоенное время
После войны в августе 1945 года дивизия была расформирована, а полковник Шепель назначен уполномоченным Контрольного аппарата Советской военной администрации при окружных комендатурах в Германии, округ Хемниц (Саксония). С марта 1946 года и. д. заместителя начальника отдела по комендантской службе Управления Советской военной администрации федеральной земли Тюрингия, с марта 1947 года был начальником Управления окружной военной комендатуры округа Шверин.
В августе 1947 года откомандирован в распоряжение Управления кадров МВО, затем Управления кадров Сухопутных войск. В январе 1948 года по собственному желанию уволен в запас и убыл в город Рига. С 31 августа 1951 года и. д. начальника Пасвальского объединённого райвоенкомата Шяуляйской области Литовской ССР. Приказом военного министра СССР от 19.11.1951 вновь определён в кадры Советской армии с оставлением в прежней должности. В октябре 1953 года вновь уволен в запас.

## Награды
СССР
- два ордена Красного Знамени (17.03.1945, 1952[3])
- орден Кутузова II степени (29.05.1945)
- орден Отечественной войны I степени (19.07.1944)
- два ордена Красной Звезды (01.09.1943, 03.11.1944[3])
- медали в том числе:
  - «За Победу над Германией в Великой Отечественной войне 1941—1945 гг.» (1945)
  - «За взятие Кенигсберга» (1945)

Приказы (благодарности) Верховного Главнокомандующего в которых отмечен Г. А. Шепель
- За овладение городом и крепостью Гданьск (Данциг) — важнейшим портом и первоклассной военно-морской базой немцев на Балтийском море. 30 марта 1945 года. № 319.
- За овладение главным городом Померании и крупным морским портом Штеттин, а также городов Гартц, Пенкун, Казеков, Шведт. 26 апреля 1945 года. № 344
- За овладение городами Пренцлау, Ангермюнде — важными опорными пунктами обороны немцев в Западной Померании. 27 апреля 1945 года. № 348
- За овладение городами Эггезин, Торгелов, Пазевальк, Штрасбург, Темплин — важными опорными пунктами обороны немцев в Западной Померании. 28 апреля 1945 года. № 350
- За овладение городами важными узлами дорог Анклам, Фридланд, Нойбранденбург, Лихен и вступление на территорию провинции Мекленбург. 29 апреля 1945 года. № 351
- За овладение городами Грайфсвальд, Трептов, Нойштрелитц, Фюрстенберг, Гранзее — важными узлами дорог в северо-западной части Померании и в Мекленбурге. 30 апреля 1945 года. № 352
- За овладение городами Штральзунд, Гриммен, Деммин, Мальхин, Варен, Везенберг — важными узлами дорог и сильными опорными пунктами обороны немцев. 1 мая 1945 года. № 354
- За овладение городами Росток, Варнемюнде — крупными портами и важными военно-морскими базами немцев на Балтийском море, а также городами Рибнитц, Марлов, Лааге, Тетерев, Миров. 2 мая 1945 года. № 358
- За овладение городами Барт, Бад-Доберан, Нойбуков, Варин, Виттенберге и за соединение на линии Висмар — Виттенберге с союзными нам английскими войсками. 3 мая 1945 года. № 360

Иностранные награды
- Кавалер рыцарского ордена «Виртути Милитари» (ПНР, 1945)
- Медаль «За Одру, Нису и Балтику» (ПНР, 1945)